# Caustic Christ

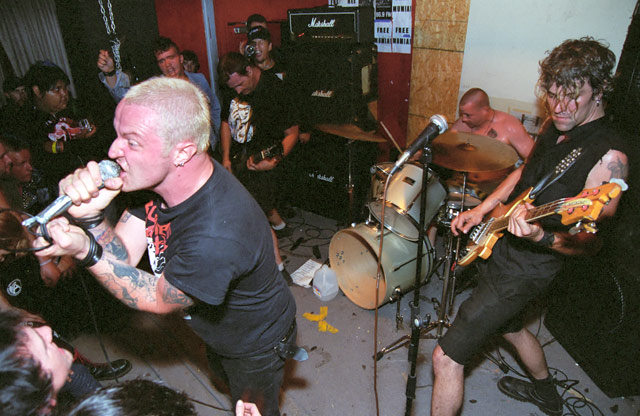
Caustic Christ (2006)

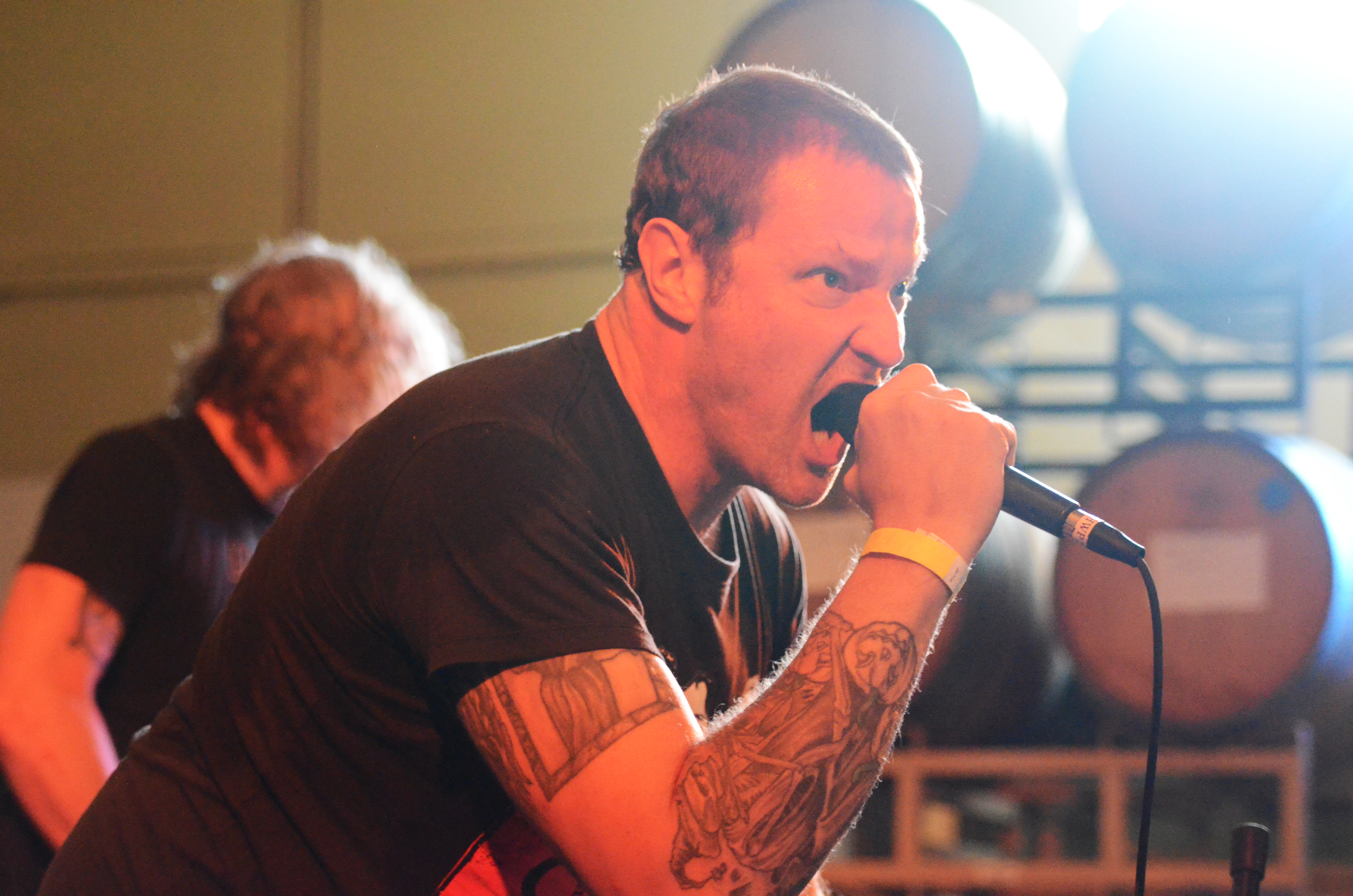
Caustic Christ (2016)

Caustic Christ war eine US-amerikanische Hardcore-/Anarcho-Punk/-Crustcore-Band aus Pittsburgh.

## Geschichte
Die Band wurde 2000 von dem Gitarristen Eric Good und dem Bassisten Corey Lyons, die zu diesem Zeitpunkt beide in der Band Aus-Rotten spielten, und Bill Chamberlain, nachdem dieser aus seiner Band React ausgestiegen und von Connecticut nach Pittsburgh gezogen war, gegründet. Zusammen mit Schlagzeuger Ron Wingrove begannen sie zu proben, nahmen ein Demo auf und spielten kleinere, lokale Konzerte. Doch schon kurz darauf traf die Band ein  Schicksalsschlag, als Wingrove im Frühjahr 2001 von einem Auto angefahren wurde und aufgrund einer bleibenden Hirnschädigung seine Position am Schlagzeug nicht mehr wahrnehmen konnte. Während dieser Zeit sprang Greg Mairs, der bei Submachine spielte, als temporärer Ersatz ein und wurde letztendlich der permanente Schlagzeuger der Band. Am 5. Mai 2009 gaben Caustic Christ ihr letztes Konzert in Pittsburgh und lösten sich anschließend auf.
Seit 2015 tritt die Band in unregelmäßigen Abständen auf einzelnen Konzerten in Pittsburgh auf. 2015 spielte sie zwei Konzerte auf dem lokalen Hardcore-Festival Skull Fest. 2016 trat die Band bei einem Benefizkonzert für die Familie des verstorbenen ehemaligen Municipal-Waste-Schlagzeugers Brandon Farrell auf. 2019 war die Band erneut im Line-up des Skull Fest vertreten.
Greg Mairs ist Mitglied der Band Short Dark Strangers und Corey Lyons spielt bei Kim Phuc.

## Diskografie
- 2002: No Love (EP, Havoc Records)
- 2002: Caustic Youth (Split-EP mit Intense Youth!, Behold, the Youthquake! Records)
- 2003: Can't Relate (Havoc Records)
- 2003: Split-EP mit R.A.M.B.O. (Busted Heads Records)
- 2004: Government Job (EP, Havoc Records)
- 2006: Lycanthropy (Havoc Records)